# فرانچسکو د ویتو
فرانچسکو دِ ویتو (ایتالیایی: Francesco De Vito؛ زادهٔ ۱۰ اوت ۱۹۷۵) بازیگر اهل ایتالیا است.
از فیلم‌ها یا برنامه‌های تلویزیونی که وی در آن نقش داشته‌است، می‌توان به تقدیم به رم با عشق، مصائب مسیح، مأموریت: غیرممکن ۳، خولتسیوس و پلیکان کامپنی و مردی از یو.ان.سی.ال.ای. اشاره کرد.